# Maurice Stans

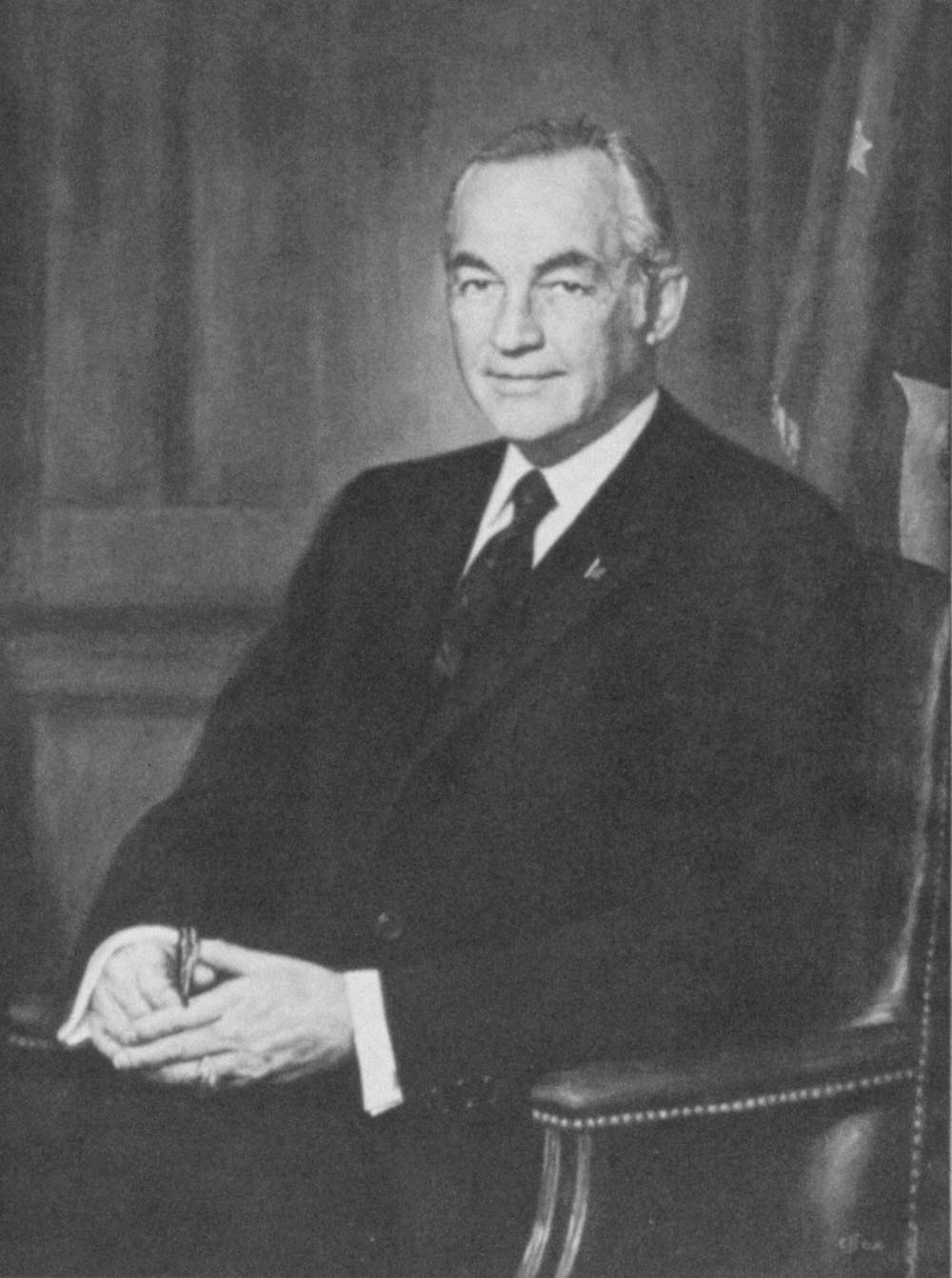
Maurice Stans

Maurice Hubert Stans, född 22 mars 1908 i Shakopee, Minnesota, död 14 april 1998 i Pasadena, Kalifornien, var en amerikansk republikansk politiker och tjänsteman. Han tjänstgjorde som USA:s handelsminister 1969-1972. Han åtalades i samband med Watergateaffären men han befanns icke skyldig.
Stans studerade vid Northwestern University och Columbia University utan att utexamineras. Han lyckades dock bli auktoriserad revisor (Certified Public Accountant) och anställdes av Alexander Grant & Company. Han var budgetdirektör och chef för budgetbyrån (Bureau of the Budget) 1958-1961. Han valdes 1960 in i Accounting Hall of Fame.
President Richard Nixon utnämnde 1969 Stans till handelsminister. Han avgick 1972 för att arbeta för Nixons kampanj i presidentvalet i USA 1972. Stans var ansvarig för kampanjens finanser. En del av pengarna användes till brottsliga ändamål i samband med Watergateaffären. Stans åtalades 1973 för mened och försök att obstruera brottsundersökningen. Det bevisades inte att Stans skulle ha varit medveten om användningen av kampanjbidrag till brottsliga ändamål. Han frikändes 1974.